# Stützwand

Schnittdarstellung einer Winkelstützwand aus einem Beton-Fertigteilelement

Eine Stützwand (bei entsprechender Bauweise Stützmauer) ist ein Bauwerk, das zur Sicherung von Einschnitts- und Dammböschungen dient. Häufig verlaufen Stützwände daher entlang von Verkehrsstrecken und Gewässern.
Innerhalb von Siedlungen sowie im Gebirge ist aus Platzgründen oft ein standsicheres Abböschen ohne Verbau nicht möglich.
Ist die Stützwand höher als 2,0 m, muss die Standsicherheit durch eine statische Berechnung nachgewiesen werden. Die Wand wird dabei durch den Erddruck des Hangs überwiegend horizontal belastet.
Zur Verbesserung der Standsicherheit werden verschiedene Methoden angewandt:
- die Neigung der Wand, so dass das Eigengewicht der Wand dem Erddruck entgegenwirkt,
- eine Verbreiterung der Wand bzw. die Erhöhung des Eigengewichts, siehe Schwergewichtswand,
- die Verankerung der Wand in einem ausreichend schweren Fundament bzw. die Verwendung von entsprechenden Fertigbetonteilen, siehe Winkelstützwand,
- falls die Wand gekrümmt oder abgewinkelt verläuft, die Ausnutzung der Geometrie durch eine Schub- und biegefeste Ausbildung des Kronenbereichs, etwa in der Art eines Ringankers,
- die Versteifung der Wand durch vorder- oder rückseitige Rippen,
- eine Rückverankerung im Erdreich durch Verpressanker, Litzenanker, Stabanker, Drainageanker u. a., siehe Anker (Geotechnik).

Stützkonstruktionen können auch als bewehrte Erdkörper ausgeführt werden. Hierzu wird die Standsicherheit des Bodens mit Geogittern oder Stahlbändern erreicht, sodass Konstruktionen mit einer Böschungsneigung von bis zu 85° ausgeführt werden können. Die steileren Varianten ab 60° weisen allerdings ein eigenes Außenhautsystem in Form von z. B. Blocksteinen oder Gabionen auf.
Wenn die Wand nicht dick genug ist, um das Auftreten von Frost auf der dem Erdreich zugewandten Seite zu verhindern, so ist unbedingt eine Drainage zur Entfeuchtung des Erdreichs vorzusehen.
Der Ausdehnungsdruck des hinter der Mauer gefrierender Anstaus von Wasser würde die Wand sonst in jedem Winter ein Stück weit verschieben, was im Laufe der Jahre zur Gefährdung der Standsicherheit führen kann. Die dabei auftretenden Biegespannungen führen in der Regel zu Rissen, durch welche versickerndes Regenwasser teilweise ablaufen kann.
Je nach den Bodenverhältnissen kann es zur Abfuhr des Sickerwassers genügen, eine ausreichende Anzahl von Bohrungen in der Wand vorzunehmen. Beim Aufmauern einer Schwergewichtswand kann alternativ auf das Verfüllen der Stoßfugen verzichtet werden.
Zu beachten ist der Druck von gefrierendem Wasser besonders bei Bodenverfüllungen ab etwa 10 cm Stärke aus wasserdurchlässigem Material, wenn darunter bindiger Boden liegt, der Sickerwasser nur langsam ablaufen lässt. Ohne ausreichende Drainage kann sich Regen- und Schmelzwasser über einer undurchlässigen Schicht wie in einer Wanne sammeln und zu jährlichen Verschiebungen der Mauerkrone von mehreren Zentimetern führen.

## Typen

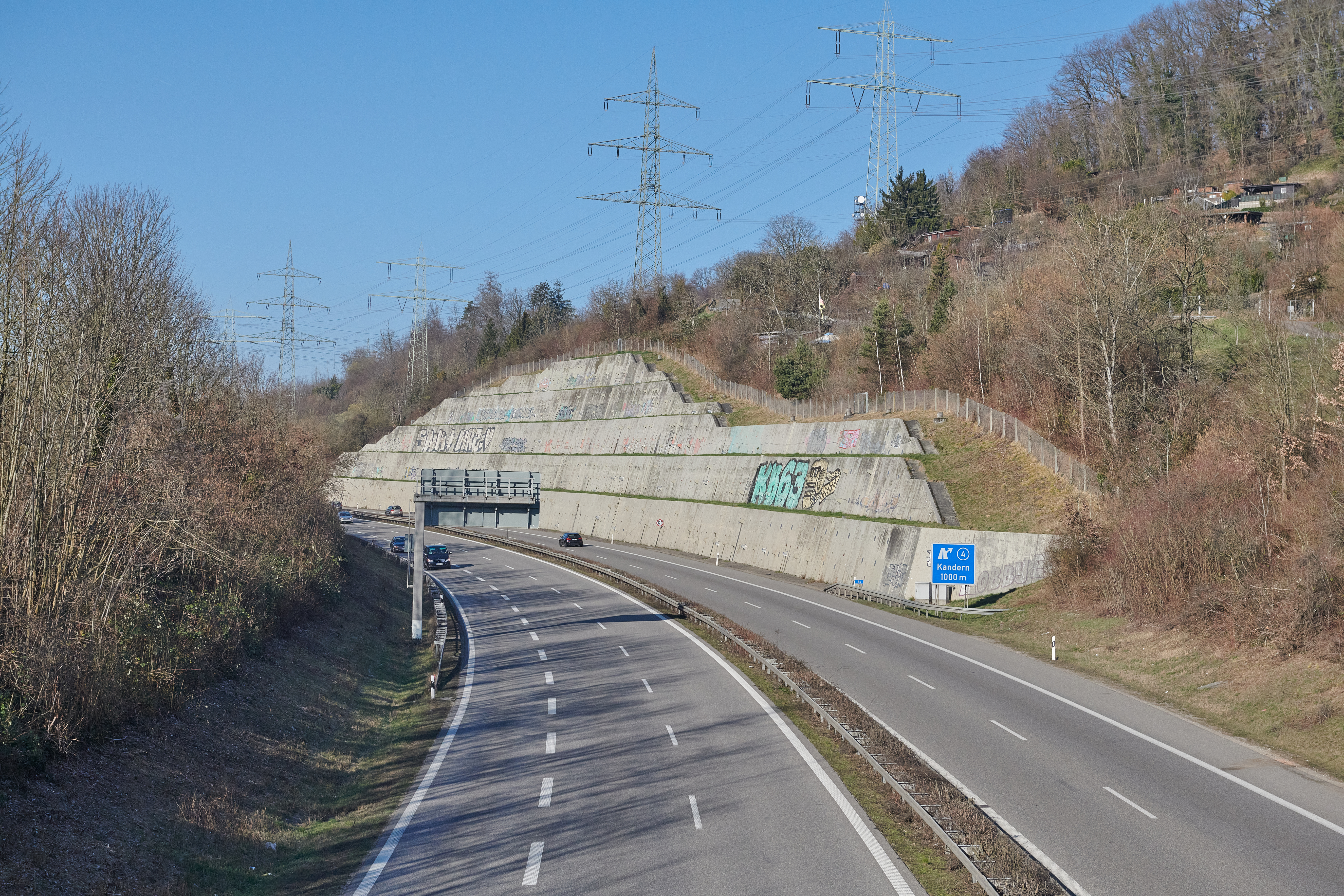
Beton-Stützwand mit 135 einbetonierten Ankerköpfen entlang der A 98 bei Lörrach

Man unterscheidet verschiedene Arten von Stützmauern:
- Bohrpfahlwand
- Futtermauer
- Schwergewichtswand (fälschlich oft auch: Schwergewichtsmauer), z. B. Gewichtsstaumauer
- Krainerwand
- Kunststoff-Bewehrte Erde (KBE)
- Rucksackmauer
- Spundwand
- Trockenmauer
- Winkelstützwand und Wände aus L-Steinen („Mauerscheiben“)

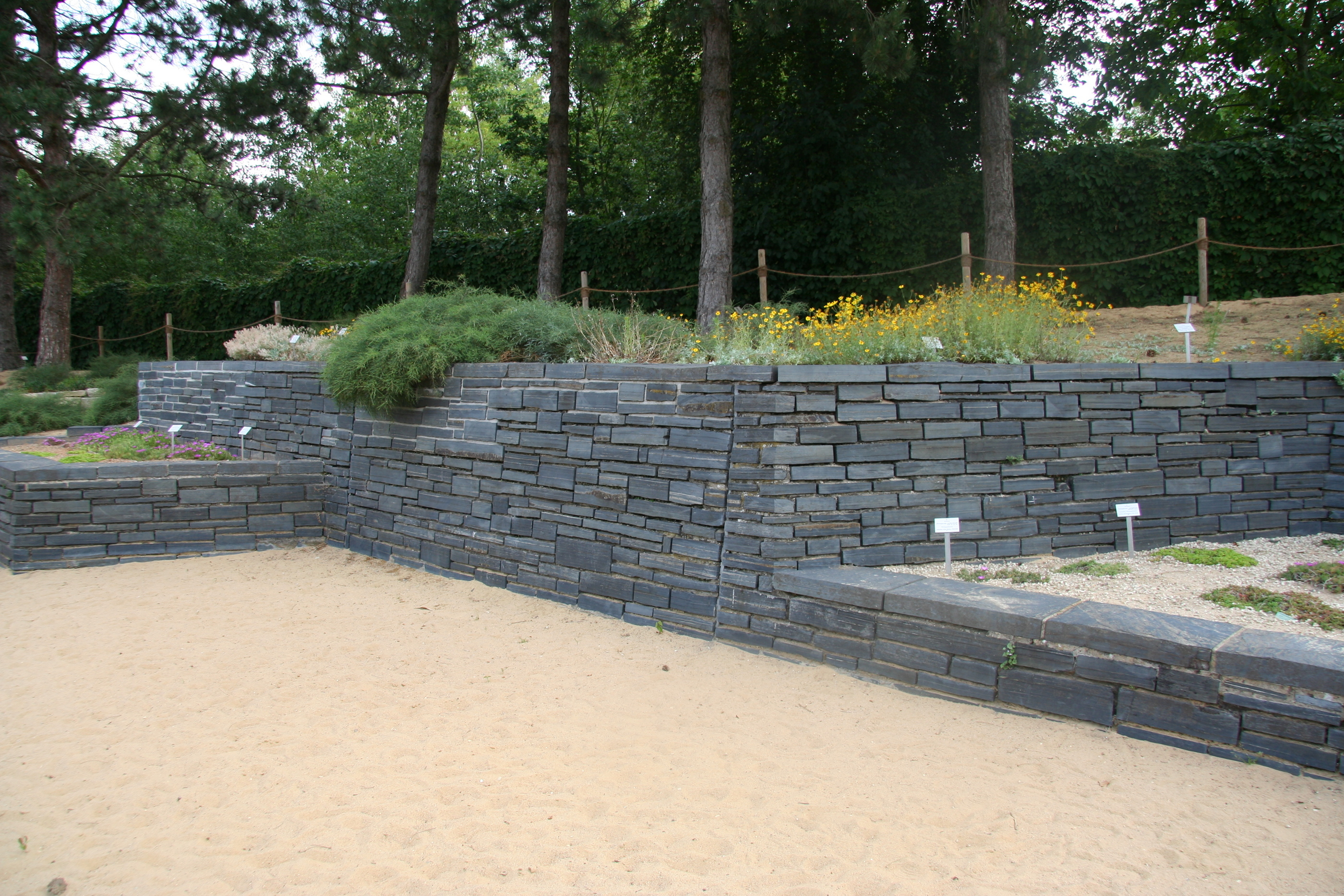
Stützwand mit Verblendung aus Schiefer im botanischen Garten Hamburg
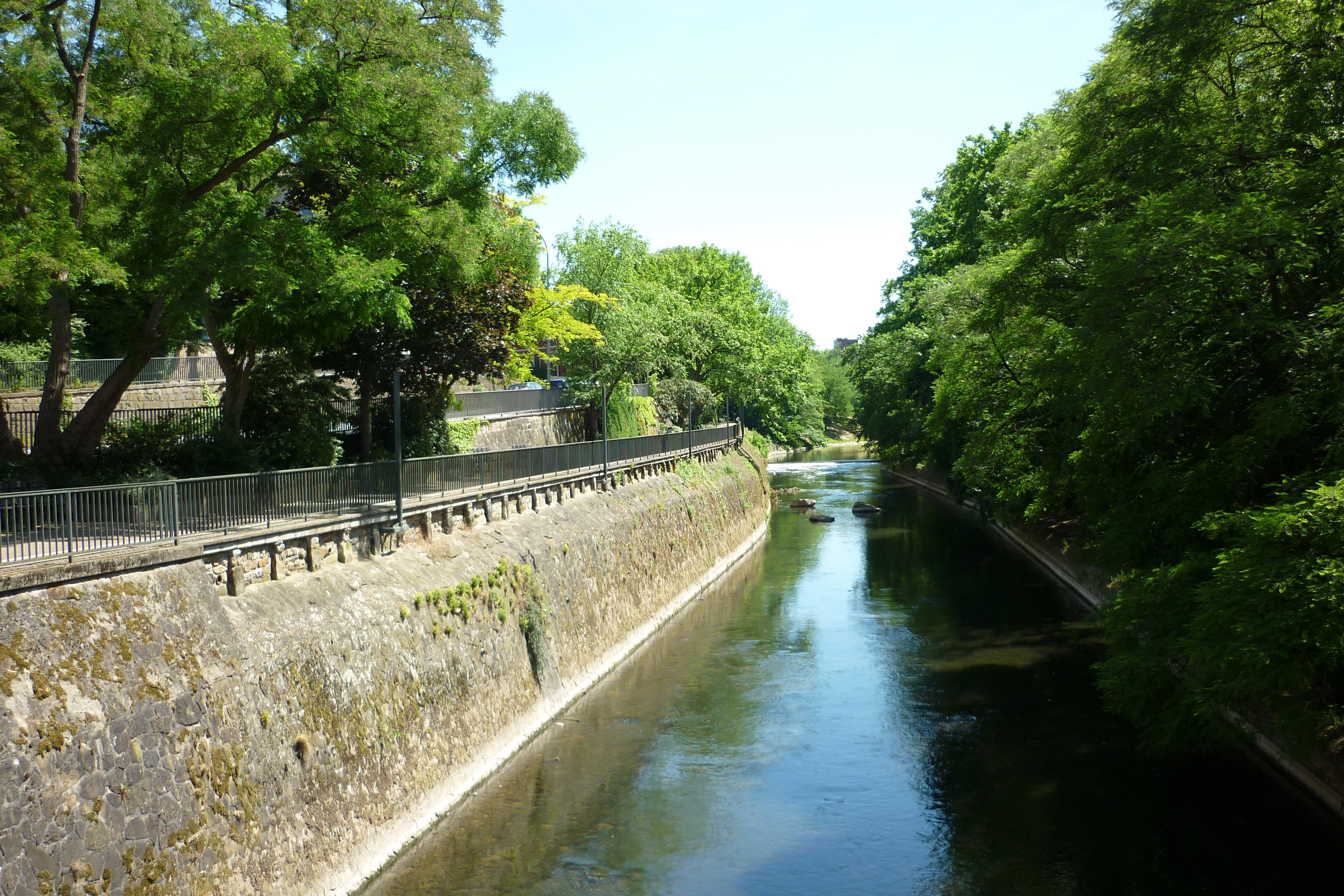
Stützwand der ehemaligen Herforder Kleinbahn an der Werre
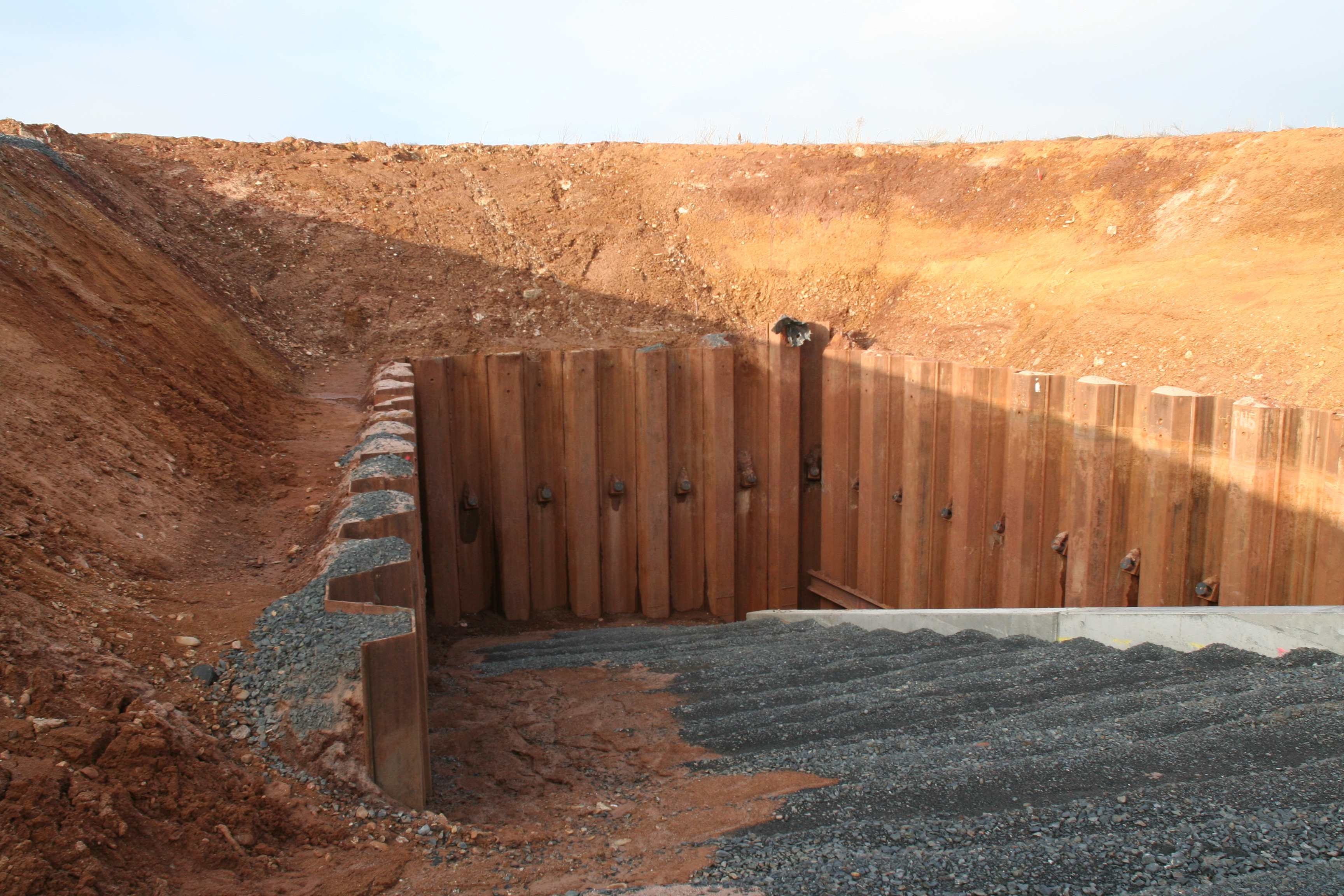
Rückverankerte Spundwand als Stützwand
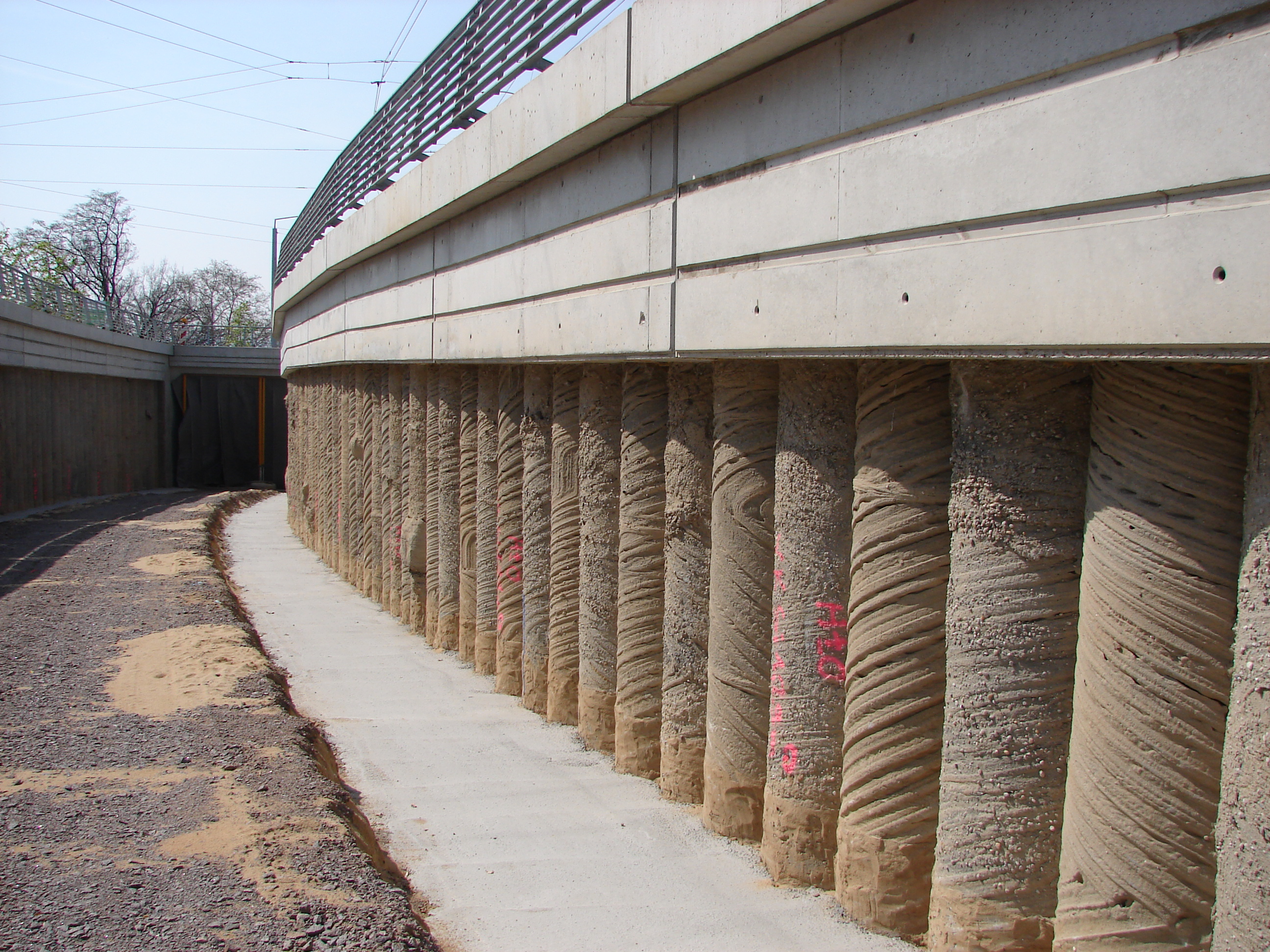
Überschnittene Bohrpfahlwand als Stützwand an der Zufahrt zur Waldschlößchenbrücke in Dresden
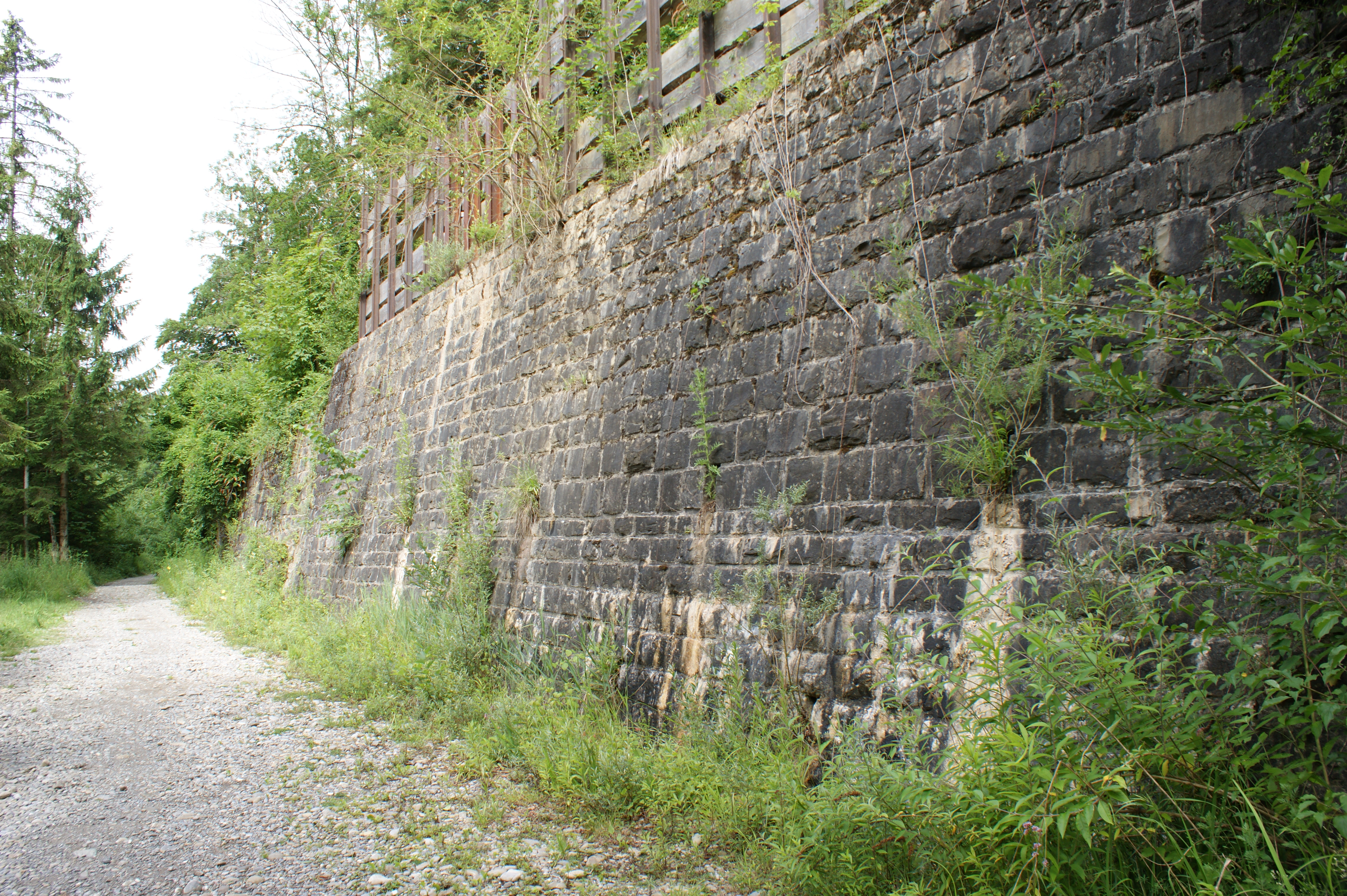
Stützmauer von etwa 1901/02 an der ehemaligen Bregenzerwaldbahn mit aufgesetzten Holzbalken zum Schutz vor Steinschlag (Trasse wird jetzt als Radweg genutzt)